# صحرای خلوص
صحرای خلوص صحرای گسترده ای است به طول ۱۲ کیلومتر وعرض ۸ کیلومتر، در شمال رودخانه مهران و جنوب روستای خلوص، شهرستان بستک، استان هرمزگان، ایران واقع است.

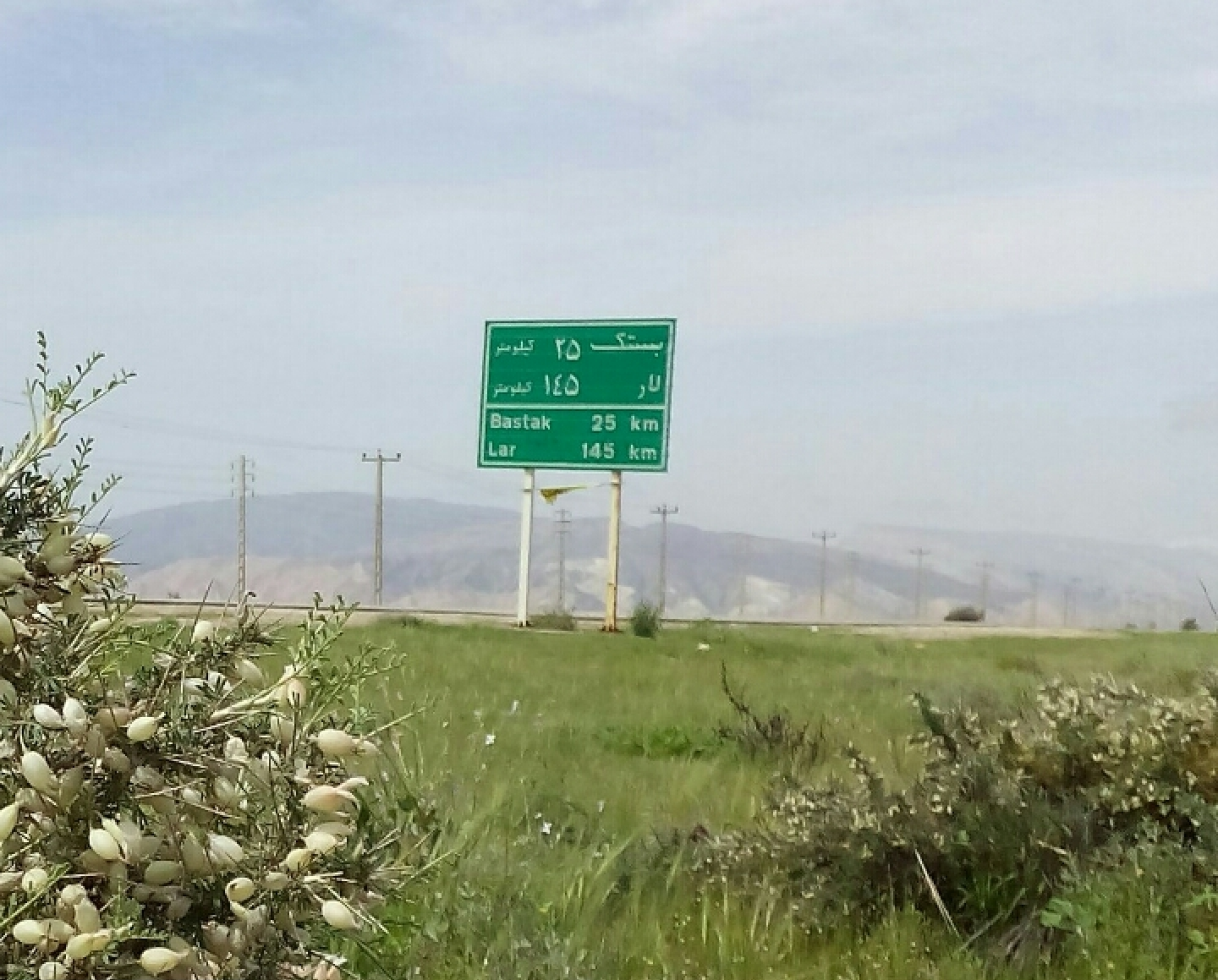
صحرای خلوص

## محدوده صحرای خلوص
صحرای خلوص به طول ۱۲ کیلومتر و عرض ۸ کیلومتر زمین زراعت دیم و مربوط به طوایف مختلف بستک است که به آن حراثه میگویند و سهام حراثه ها به شرح زیر است:
- ۱- حراثه مدکل
- ۲- حراثه خانی
- ۳- حراثه کچل
- ۴-حراثه کهوری
- ۵-حراثه اوزی
- ۶- حراثه شیخ یوسفی

صحرای خلوص شمال به روستای خلوص و کوه گج، از جنوب به رودخانه مهران، از مغرب رودخانه گتاو و کاشنو، و از سمت مشرق به هرنگ محدود است.

## نظام کشاورزی در صحرای خلوص
زمین زراعتی دیم و مربوط به طوایف مختلف شهر بستک بوده‌است که به آن حراثه گویند.
تقسیم بندی سهم (حراثه) از دموکراتیک‌ترین نحوه‌های تقسیم مالکین اراضی و کشاورزی است. سهم برای همه‌است. پیر وجوان، پیر زن و پیر مرد وفقیر وغنی فرق نمی‌کند.
هر حراثه به نام یک طایفه به یک نفر به نام موزیری (مزارع) تعیین می‌کردند.
یک ماه قبل از فصل زراعت دیم موزیری (فلاح) می‌رفت درخانه‌ها برای هر سهم سی من جو یا گندم ومبلغی برای هزینه کشت می‌گرفت.

## خشک‌کار و تل کار
عادتا این جو یا گندم قبل از باریدن باران موسمی می‌کاشتند، بنا براین به آن می‌گفتند «خشک‌کار» یعنی قبل از باریدن باران و در زمین خشک کاشته شده، همچنین همین کار که پس از باریدن باران انجام می‌دادند به آن می‌گفتند «تل کار» یعنی پس از باریدن باران و بعد اینکه
زمین «تل» شده جو و گندم کاشته‌اند، و «تل» به لهجهٔ محلی یعنی «خیس»
زمینی که بعد از باران با آب باران خیس شده‌است. جو یا گندم
ویا هردانه‌ای که در چنین زمینی می‌کاشتند «تل کار» گویند.
برای هر سهم هم یک نفر تعیین می‌شد که یک سوم فراورده را می‌گرفت.
موقع برداشت هم هزینه را دریافت می‌کرد و سپس محصول به دست آمده را بعد از کسر زکات سه یک برزگری بقیه می‌بردند درخانه‌های صاحب سهم تحویل می‌دادند.
زمین مشاع صحرای خلوص هیج وقت قابل خرید وفروش نبوده و حالا هم نیست ومربوط به همه‌است.
اراضی دارای تقسیم بندی خاصی است که به آن حراثه بندی می‌گویند.
حراثه بندی چنان است که اراضی زراعتی یک دشت یا قریه به تقسیمات معادل تعداد طایفه‌ها تقسیم می‌شود که هر یک قسمت را یک حراثه گویند وهر حراثه خود بین افراد آن طایفه تقسیم می‌شود.
در حقیقت حراثه بندی یک زمین یعنی تقسیم آن به سهام مشاعی (یعنی: آنچه مشترک وتقسیم ناکرده باشد، زمین یا جزء آن که مالک مشترک چندین نفر باشد وحصه‌های آنان تقسیم نشده باشد)، که هرکس حق زراعت داشته بدون آنکه بتواند در آن تغییر احداث نماید یا آن را بفروشد.
در بهره‌برداری از حراثه‌ها رسم این است که هر حراثه یک نفر مزارع دارد که او بذر را از مالکین زمین گرفته و با گاو خود کشت وکار انجام داده موقع برداشت محصول دستمزدی برای خود و همچنین حق گاو نیز منظور نموده ما بقیه محصول بصاحب بذر تحویل می‌دهد.
این روش در صحرای خلوص برقرار بوده‌است وعلاقه انسان با زراعت وحق غارس ومالک بر قرار عدل و مساوات ایجاد می‌نموده‌است.
در صحرای خلوص حدود ۲۰ باب آب‌انبار (برکه) به‌طور پراکنده وجود دارد، وحدود ۵۰۰ اصله نخل خرما نیز به‌طور پراکنده در این صحرای پهناور دیده می‌شود.
در فصل زمستان و بهار یک نوعی پرنده که در منطقه به نام « چَرز» 
( حباری) معروف است در این صحرای پهناور زیاد دیده می‌شوند.

## نگارخانه

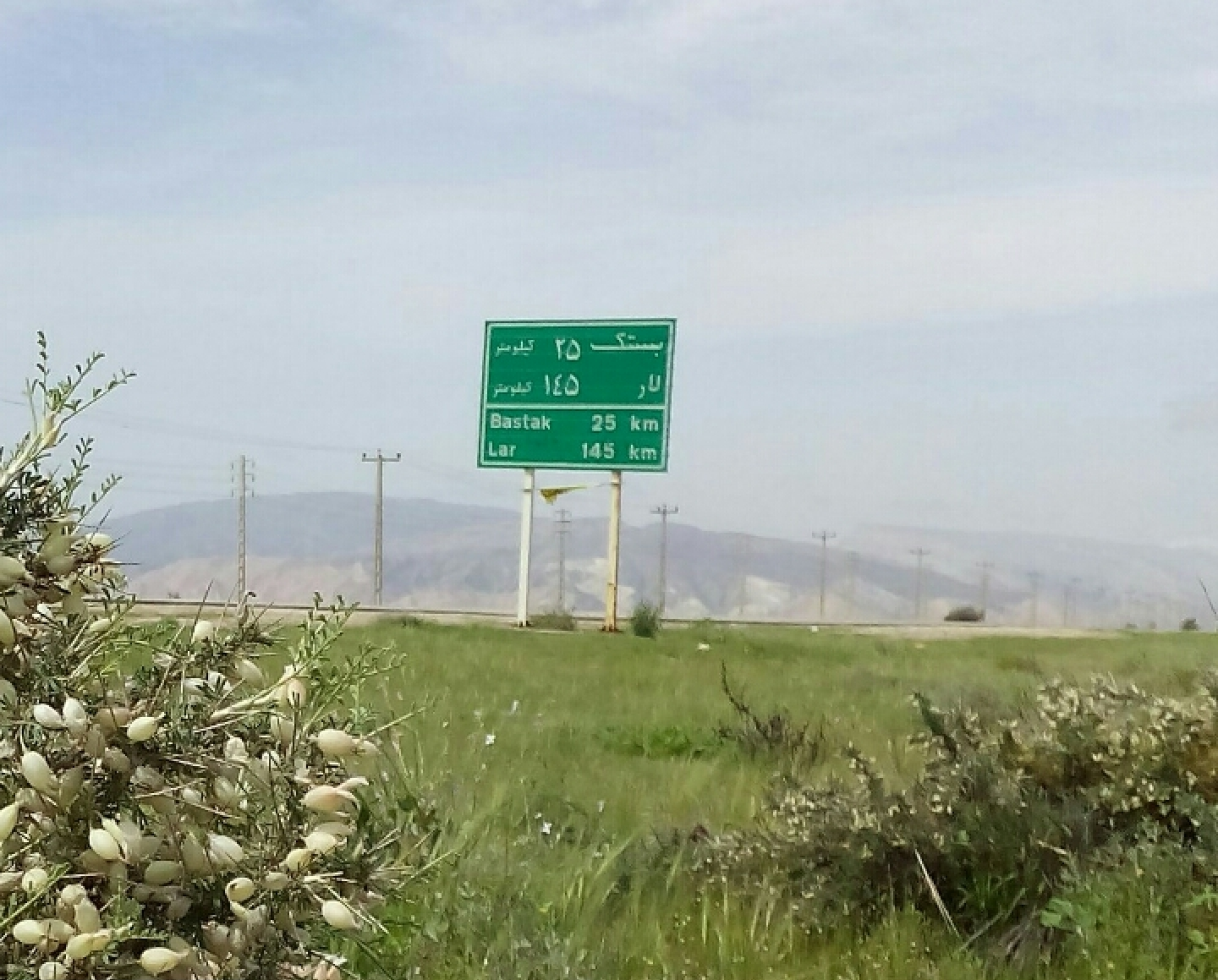
صحرای خلوص